# Maria Zambaco
Maria Zambaco (in greco Μαρία Ζαμπάκο?), nata Marie Terpsithea Cassavetti (in greco Μαρία Τερψιθέα Κασσαβέτη?; Londra, 29 aprile 1843 – Parigi, 14 luglio 1914) è stata una modella e artista britannica, di origine greca, appartenente alla Confraternita dei Preraffaelliti.

## Biografia
Marie Terpsithea Cassavetti era figlia del ricco mercante anglo-ellenico Demetrios Cassavetti (deceduto nel 1858) e di sua moglie Euphrosyne (1822–1896). Era anche nipote del noto console e mecenate greco Alexander Constantine Ionides. Marie e le sue cugine Marie Spartali Stillman e Aglaia Coronio erano soprannominate dagli amici "le tre Grazie". Dopo aver ereditato la fortuna di suo padre nel 1858, fu in grado di condurre una vita più indipendente. Allora faceva parlare di sé in quanto usciva senza accompagnatori pur essendo celibe. Maria Zambaco studiò arte con Alphonse Legros alla Slade School of Fine Art, e con Auguste Rodin a Parigi.
Marie aveva molti ammiratori tra cui l'illustratore George du Maurier che, nel 1860, la definì «rude e inavvicinabile, ma di grande talento e di una bellezza davvero meravigliosa». Lo stesso anno lei sposò il dottor Zambaco, da cui prese il cognome, e andò a vivere con lui in Francia. Dai due nacquero un figlio maschio e una femmina. Al termine della loro relazione, durata per sei anni, Maria tornò a vivere a Londra con la madre.
Maria Zambaco conobbe Edward Burne-Jones nel 1866, quando la madre di lei chiese al pittore di rappresentarla nella tela Cupido e Psiche. I due ebbero una relazione che perdurò almeno fino al mese di gennaio del 1869. Burne-Jones considerava la sua compagna una musa ispiratrice e la raffigurò in molte delle sue tele. Nella biografia di lui scritta dalla futura moglie Georgiana Burne-Jones la relazione tra Zambaco e Burne-Jones non è menzionata, ma il capitolo dedicato agli anni 1868-1871 è intitolato «così al mio cuore d’uomo mi rivolgo: siamo qui, soli e tristi, cuore» (si tratta di un estratto di una poesia di John Keats intitolata Perché ho riso stanotte?) Nel 1869 generò scandalo la scelta del pittore di voler lasciare Zambaco per iniziare una relazione con Georgiana. Mentre si trovavano presso il canale di Little Venice, Maria lo supplicò di suicidarsi con lei ingerendo del laudano e la polizia dovette intervenire per evitare che la situazione degenerasse. Negli anni settanta dell'Ottocento, dopo la loro separazione, i due continueranno a frequentarsi come confermano le tele da lui dipinte in cui compare l'ex compagna; nelle opere di questi anni, come ad esempio La seduzione di Merlino (1872-1877) e la controversa Filide e Demofonte (1870), rimossa dalla galleria della Royal Watercolour Society, Burne-Jones la raffigurava nei panni di una maga e una tentatrice. Gli amici della famiglia di Burne-Jones tra cui Rosalind Howard provavano una repulsione nei confronti di Zambaco e non volevano avere a che fare con lei.
Benché il suo nome sia particolarmente legato a quello di Burne-Jones, Zambaco fece anche da modella per James McNeill Whistler e Dante Gabriel Rossetti.
Durante gli anni ottanta dell'Ottocento Zambaco lavorò a diverse sculture condividendo il suo atelier che aveva a Chelsea assieme a Louise Jopling. Espose le sue opere alla Royal Academy of Arts nel 1887 e alla Arts and Crafts Exhibition Society nel 1889. Fece lo stesso anche al Salon di Parigi.
Zambaco morì a Parigi nel 1914 e venne sepolta presso la tomba di famiglia nel South Metropolitan Cemetery.

## Galleria d'immagini

Ritratto di Maria Zambaco (1870) di Dante Gabriel Rossetti.
Ritratto di Maria Zambaco (1870) di Dante Gabriel Rossetti.
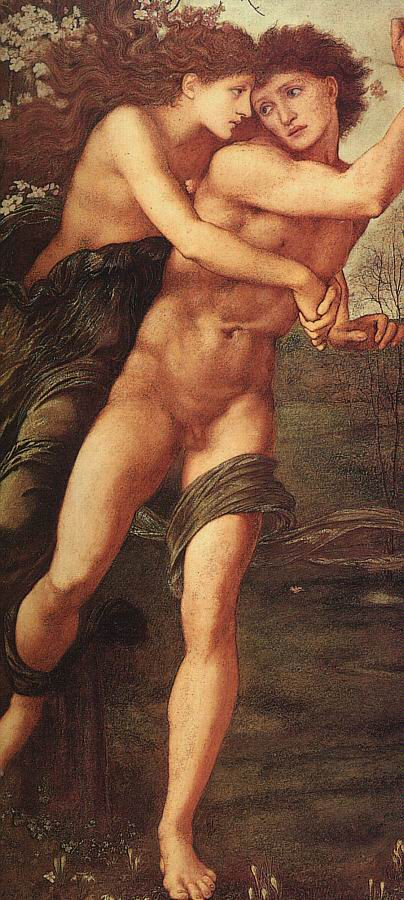
Filide e Demofonte (1870) di Edward-Burne Jones. Filide è Maria Zambaco, Demofonte è Gaetano Meo.
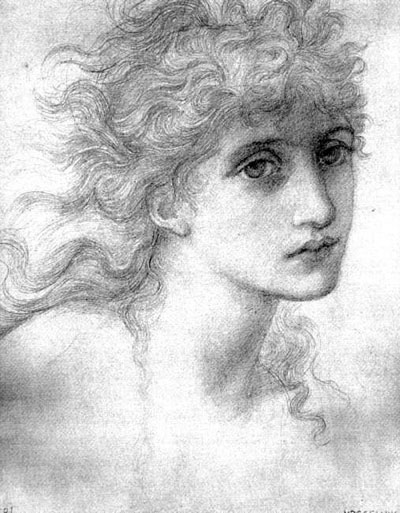
Studio preparatorio raffigurante Maria Zambaco (ca. 1870) di Edward Burne-Jones.
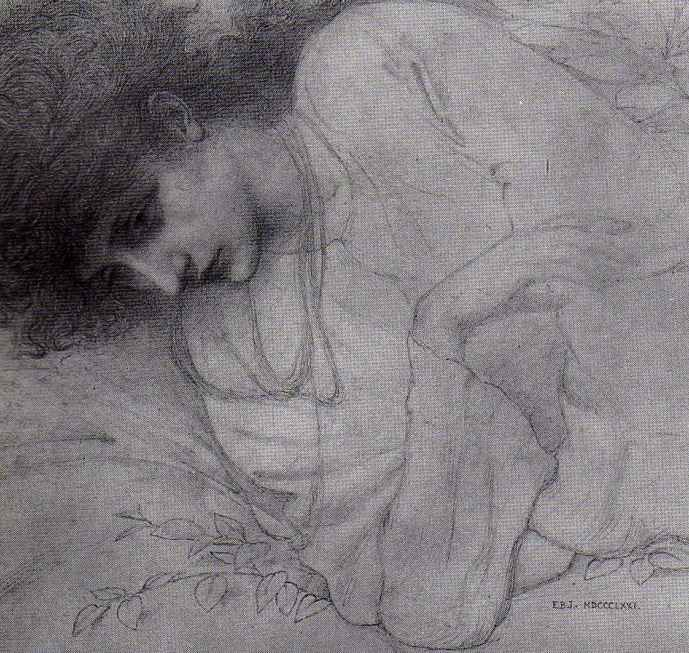
Ritratto di Maria Zambaco (1871) di Edward Burne-Jones.
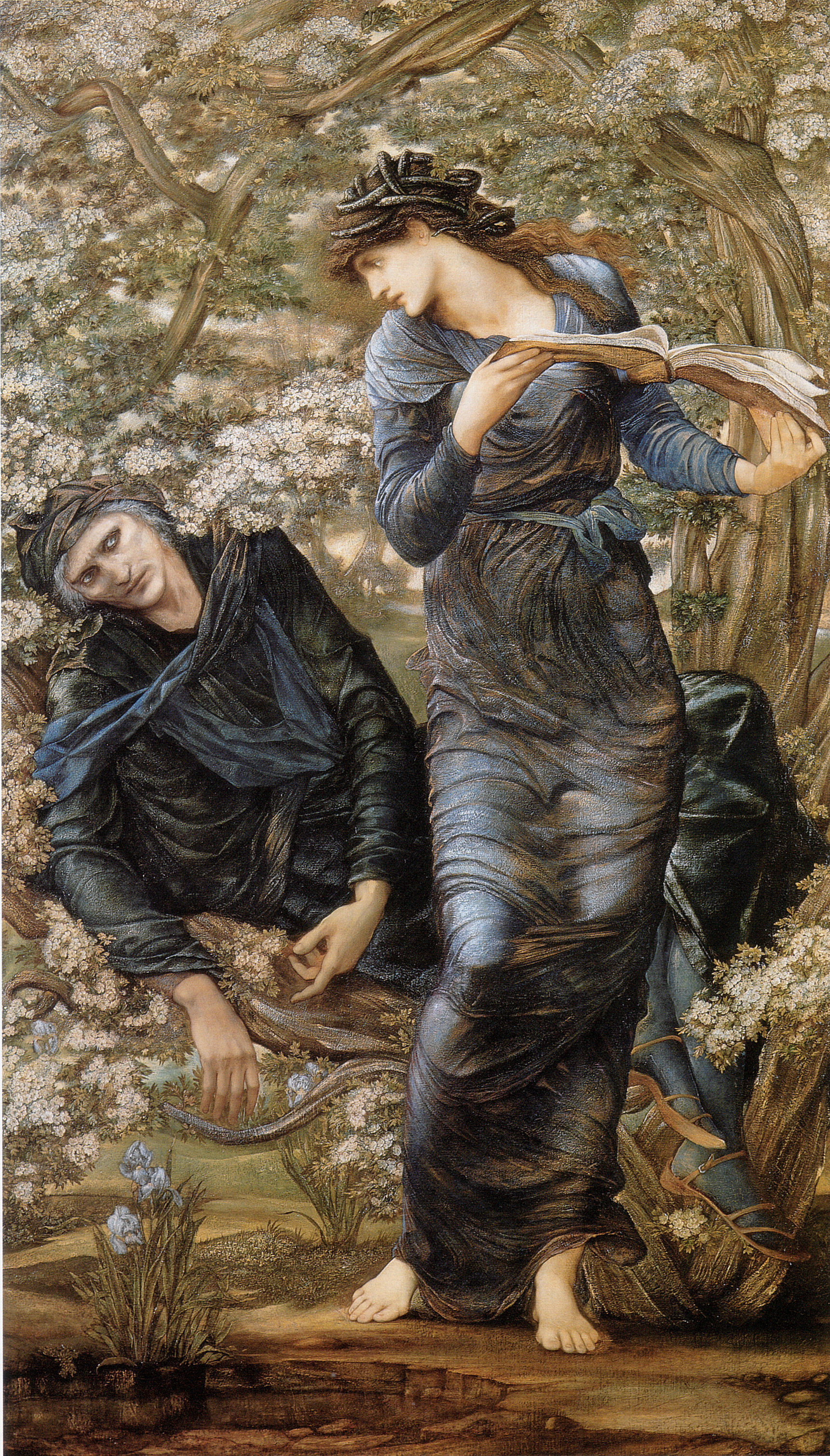
La seduzione di Merlino (1874) di Edward-Burne Jones.